# دونوفان سنكلير
دونوفان سنكلير (13 أغسطس 1985 في جامايكا - )  (بالإنجليزية: Donovan Sinclair)‏ هو لاعب كريكت جامايكي. شارك مع منتخب جامايكا الوطني للكريكت.

## وصلات خارجية
- دونوفان سنكلير على موقع إي آس بي آن كريك إنفو (الإنجليزية)